# فرودگاه چیلکو لیک (تسیلوس پارک لوج)
فرودگاه چیلکو لیک (تسیلوس پارک لوج) (به انگلیسی: Chilko Lake (Tsylos Park Lodge) Aerodrome) یک فرودگاه خصوصی با کد یاتا CJH است که یک باند فرود شن دارد و طول باند آن ۹۷۵ متر است. این فرودگاه در کشور کانادا قرار دارد و در ارتفاع ۱۱۷۳ متری از سطح دریا واقع شده‌است.